# Pilosella echioides
Pilosella echioides (нечуйвітер синякоподібний як Hieracium echioides, нечуйвітер прозоровидний як Hieracium echioides) — вид рослин з родини айстрових (Asteraceae), поширений у Європі й на схід до центрального Сибіру й західних Гімалаїв.

## Опис
Багаторічна рослина висотою 25–75(100) см. Стеблових листків до 15(20). Зірчасте запушення на листках зверху відсутнє (або є поодинокі зірчасті волоски уздовж головної жилки), але внизу досить рясне. Ніжки кошиків біло-волохаті. Віночок темно-жовтий; рильця жовті. Трава з короткими кореневищами. 2n = 18, 27, 36.

## Поширення
Поширений у Європі й на схід до центрального Сибіру й західних Гімалаїв.
В Україні вид зростає на сухих схилах, степах, оголеннях кам'янистих порід, на пісках, у борах — у Поліссі, Лісостепу і Степу.